# Цареборисівська волость
Цареборисівська волость — адміністративно-територіальна одиниця Ізюмського повіту Харківської губернії з центром у слободі Цареборисівка.
Станом на 1885 рік складалася з 23 поселень, 13 сільських громад. Населення — 7588 осіб (3852 чоловічої статі та 3736 — жіночої), 1224 дворових господарства.
|                     | Площа, десятин | У тому числі орної, дес. |
| ------------------- | -------------- | ------------------------ |
| Сільських громад    | 11271          | 6739                     |
| Приватної власності | 8712           | 4116                     |
| Іншої власності     | 164            | 146                      |
| Загалом             | 20147          | 11001                    |

Основне поселення волості:
- Цареборисівка — колишнє власницьке село при річці Оскіл за 40 верст від повітового міста, 3450 осіб, 616 дворів, православна церква, школа, поштова станція, 3 лавки, базари по неділях. За 10 верст — паровий млин. За 7 верст — винокурний завод.
- Капитольськ (Капитольське) — колишнє власницьке село, 332 особи, 59 дворів, цегельний завод.
- Комарівка — колишнє власницьке село при річці Оскіл, 551 особа, 86 дворів, православна церква.